# Arquidiocese de Santa Fé
A Arquidiocese de Santa Fé (Archidiœcesis Sanctae Fidei in America Septentrionali) é uma circunscrição eclesiástica da Igreja Católica situada em Santa Fé, Novo México, Estados Unidos. Seu atual arcebispo é John Charles Wester. Sua Sé é a Catedral Basílica de São Francisco de Assis.
Possui 92 paróquias servidas por 212 padres, contando com 1.429.000 habitantes, com 22% da população jurisdicionada batizada.

## História
O vicariato apostólico do Novo México foi eregido em 23 de julho de 1850, recebendo o território da diocese de Durango (atualmente arquidiocese).
Em 29 de julho de 1853 o vicariato apostólico foi elevado a diocese e assume o nome de diocese de Santa Fé.
em 5 de fevereiro e em 25 de setembro de 1868 cede partes do seu território em vantagem da ereção dos vicariatos apostólicos respectivamente do Colorado e do Utah (atual arquidiocese de Denver) e do Arizona (atual diocese de Tucson).
Em 12 de fevereiro de 1875 é elevada ao posto de arquidiocese metropolitana.
Em 16 de dezembro de 1939 e em 17 de agosto de 1982 cedeu outras partes do território em vantagem da ereção respectivamente das dioceses de Gallup e de Las Cruces.

## Prelados
| #                        | Nome                            | Período    | Notas                              |
| Arcebispos               | Arcebispos                      | Arcebispos | Arcebispos                         |
| ------------------------ | ------------------------------- | ---------- | ---------------------------------- |
| 12º                      | John Charles Wester             | 2015-atual |                                    |
| 11º                      | Michael Jarboe Sheehan †        | 1993-2015  |                                    |
| 10º                      | Robert Fortune Sanchez †        | 1974-1993  |                                    |
| 9º                       | James Peter Davis †             | 1964-1974  |                                    |
| 8º                       | Edwin Vincent Byrne †           | 1943-1963  |                                    |
| 7º                       | Rudolph Aloysius Gerken †       | 1933-1943  |                                    |
| 6º                       | Anthony Thomas Daeger, O.F.M. † | 1919-1932  |                                    |
| 5º                       | John Baptist Pitaval †          | 1909-1918  |                                    |
| 4º                       | Peter Bourgade †                | 1899-1908  |                                    |
| 3º                       | Placide Louis Chapelle †        | 1894-1897  | Nomeado Arcebispo de Nova Orleães  |
| 2º                       | Jean-Baptiste Salpointe †       | 1885-1894  |                                    |
| 1º                       | Jean-Baptiste Lamy †            | 1875-1885  |                                    |
| Arcebispos-coadjutores   |                                 |            |                                    |
|                          | Placide Louis Chapelle †        | 1891-1894  |                                    |
|                          | Jean-Baptiste Salpointe †       | 1884-1885  |                                    |
| Bispo-auxiliar           |                                 |            |                                    |
|                          | Sidney Matthew Metzger †        | 1939-1941  | Nomeado Bispo-coadjutor de El Paso |
|                          | John Baptist Pitaval †          | 1902-1909  | Elevado a Arcebispo                |
| Bispos                   |                                 |            |                                    |
| 1º                       | Jean-Baptiste Lamy †            | 1853-1875  |                                    |
| Administrador Apostólico |                                 |            |                                    |
|                          | Michael Jarboe Sheehan          | 1993       |                                    |